# مراقبة الدولة

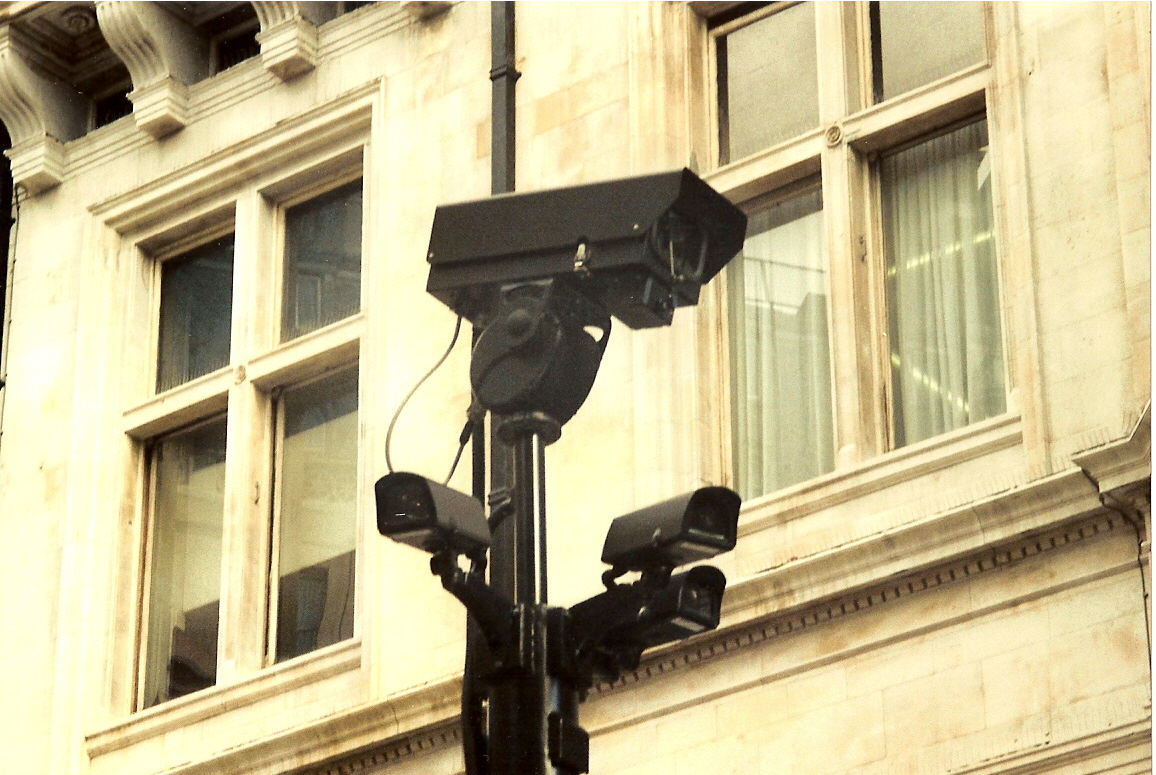

مراقبة الدولة أو الدولة المراقبة هو مصطلح سلبي المعنى يشير إلى فرض حكومة دولة ما رقابة على عدد كبير من مواطني وزوار الدولة المعنية. تبرر مثل تلك الرقابة الواسعة النطاق عادة تحت أسباب ضرورة منع الجريمة أو الإرهاب.
إن توسع نطاق مراقبة الدولة ترافق مع زيادة القلق حول تراجع مستويات الخصوصية والحريات المدنية، وأيضا مخاوف من أن مثل تلك الإجراءات قد تؤدي إلى زيادة الاعتماد على رجال السلطة التنفيذية وبالتالي احتمالية التسلط الزائد على المواطنين.
من الأمثلة على مراقبة الدولة الواسعة المشهورة على مستوى العالم دول مثل الاتحاد السوفيتي السابق، ألمانيا الشرقية والتي كان لها شبكة واسعة من المخبرين وتقنيات المراقبة بالكاميرات التقنية والحواسيب.

## اقرأ أيضا
- المراقبة على نطاق واسع
- سر